# Лазаревский, Борис Александрович
Борис Александрович Лазаревский (26 марта [7 апреля] 1871, Полтава — 24 сентября 1936, Париж) — русский украинский писатель, прозаик и публицист.

## Биография
Из потомственных дворян Черниговской губернии. Сын крупнейшего историка Левобережной Украины Александра Матвеевича Лазаревского и жены его Екатерины Фёдоровны Лащинской (1846—1872). Племянник вице-адмирала М. Ф. Лащинского. Родился в Полтаве 26 марта (7 апреля) 1871 года.
Окончил Коллегию Павла Галагана (1892) и юридический факультет Университета Св. Владимира (1897). Увлекался судебной медициной, в частности судебной психопатологией. В 1896 году около шести месяцев проработал помощником машиниста депо станции Казатин Юго-Западной железной дороги.
По окончании университета поступил на службу в Севастопольский военно-морской суд. Состоял помощником секретаря, а затем секретарем названного суда (1902—1904). С началом русско-японской войны, 23 февраля 1904 года был назначен следователем временного военно-морского суда Владивостокского порта, а 13 апреля того же года — прокурором портового призового суда во Владивостоке. 29 августа 1905 года назначен секретарем Кронштадтского военно-морского суда. В 1906 году вышел в отставку и всецело посвятил себя писательскому делу. Жил в Петербурге, принадлежал к литературной богеме: останавливался в популярной среди писателей гостинице «Пале-Рояль», часто бывал в ресторане «Вена», участвовал в литературных обедах и писательских спектаклях.
В печати дебютировал рассказом «Последняя услуга» («Киевлянин», 1894). Затем печатался в газетах «Южное обозрение», «Крымский вестник» и «Елисаветградские новости». В 1899 году выпустил сборник рассказов о жизни железнодорожных машинистов «Забытые люди», который сам впоследствии называл «книгой до такой степени слабой в художественном отношении, что не хочется о ней и вспоминать». В 1899 году отправил этот сборник А. П. Чехову и тогда же познакомился с ним в Ялте. До 1904 года часто бывал у Чехова дома, поддерживал с ним переписку. Рассказы Лазаревского, написанные в начале XX века, когда он, по собственному признанию, «думал только о Чехове и психологии женщин», были собраны в сборнике «Повести и рассказы», получившем сдержанную похвалу самого Чехова. Большинство критиков относили Лазаревского к «беллетристам чеховской школы», отмечая сильнейший отпечаток чеховской манеры и мироощущения. Сборник повестей и рассказов Лазаревского, опубликованный в 1903 году, удостоен почётного отзыва Пушкинской премии Академии наук за 1907 год.
Лазаревский легко заводил знакомства в творческой среде, в Крыму подружился с В. Э. Мейерхольдом, в Полтаве — с В. Г. Короленко. Среди петербургских знакомых — И. Е. Репин, Н. К. Рерих, И. Н. Потапенко и Ф. Ф. Фидлер, был особенно дружен с А. И. Куприным и М. П. Арцыбашевым. В сентябре 1903 года посетил Л. Н. Толстого в Ясной Поляне.
В 1900-х годах сотрудничал в журналах «Русское богатство», «Нива», «Журнал для всех», «Вестник Европы», «Русская мысль», «Образование», «Пробуждение» и других. В 1911—1915 годах вышло многотомное собрание сочинений Лазаревского, получившее в основном негативные отклики. Написал несколько рассказов на украинском языке: «их очень мало, но каждый — это часть моего сердца».
С началом Первой мировой войны стал сотрудничать в журнале «Лукоморье». Написал очерк о погибшем в бою великом князе Олеге Константиновиче («Новое время») и сборник рассказов «Во время войны». В 1916 году вновь поступил на службу в Морское ведомство, состоял делопроизводителем управления, занимавшегося ускоренной подготовкой офицеров флота. В 1915—1917 годах выпустил несколько новых сборников повестей и рассказов, повторявших мотивы его прошлых произведений.
После Февральской революции — капитан военно-морского судебного ведомства, обер-аудитор в штабе начальника 2-й бригады линейных кораблей Черноморского флота. В 1917 году стал свидетелем потрясшей его матросской расправы над офицерами во время красного террора в Севастополе. В конце 1917 года выехал в Ростов-на-Дону. После установления власти гетмана Скоропадского прибыл в Киев, состоял офицером для поручений при военном министре. В феврале 1919 года был прикомандирован к Главному Морскому штабу УНР, а в следующем месяце зачислен в специальную портовую комиссию в Николаеве и Херсоне. Затем выехал в Ростов, в Вооруженных силах Юга России сотрудничал в ОСВАГе. В конце 1919 года уехал в Тифлис, где печатал рассказы и воспоминания в местной прессе: «Тифлисский цех поэтов» («Искусство», 25 авг. 1919) и «О гастролях Худож. театра» («Искусство», 1920, № 10).
В 1920 году выехал в Константинополь, в 1921 году переехал в Берлин, а затем в Париж. В эмиграции опубликовал несколько новых сборников рассказов. Сотрудничал в эмигрантских изданиях. По оценке А. Н. Толстого, Лазаревский относился к группе русских литераторов в Париже, наиболее непримиримо настроенных против большевиков. В 1929 году он вместе с И. А. Буниным, П. Н. Красновым, А. И. Куприным, Д. С. Мережковским и другими подписал «Призыв группы русских писателей» о помощи эмигрантам-военным инвалидам. На протяжении всей жизни вёл дневник (не опубликован, хранится в ИРЛИ). Оценивая своё творчество, писал: «сделал я больше своими нелепыми дневниками, чем рассказами».
Умер от разрыва сердца 24 сентября 1936 года в Париже, на станции метро. Похоронен на кладбище Тиэ.

## Сочинения
- Забытые люди: (Очерки и рассказы). — Одесса : Южно.-рус. о-во печатного дела, 1899. — [4], 198 с.
- Повести и рассказы. Т. 1. — М.: скл. изд.: кн. маг. «Труд», 1903. — 366, [1] с.; Т. 2. — М.: скл. изд.: кн. маг. «Труд», 1906. — [8], 340 с. ; Т. 3. — СПб.: Eos, 1908. — 288, [1] с.
- Рассказы. — СПб., 1908.
- Девушки: сборник рассказов. — СПб.: «Просвещение», 1910. — [6], 276 с.
- Семья: рассказы. — СПб. — [4], 288, [1] с.
  - 2-е изд. — Петроград : тип. т-ва А. С. Суворина «Новое время», 1916. — 225, [2] с.
- Собрание сочинений Б. А. Лазаревского : С портр. авт. — 2-е изд. Т. 1—8. — СПб.: «Просвещение», 1911—1915.
- Во время войны. — Петроград, 1915.
- Вечное: рассказы. — Петроград: кн-во М. А. Ясного, б. М. В. Попова, [1915]. — 207, [2] с.
- Три тополя: рассказы. — 2-е изд. — Петроград: кн-во б. М. В. Попова, (влад. М. А. Ясный), [1915]. — 206, [1] с.
- Любимое: рассказы. — Петроград: тип. т-ва А. С. Суворина «Новое время», 1916. — [4], 176, [1] с.
- Новые девушки: рассказы. — [2-е изд.]. — Петроград: Лукоморье, 1916. — 256, [1] с.
- Мое сердце: повесть. — Петроград: Петрогр. кн-во, 1916. — 88 с. — (Маленькая библиотека).
- Попутчики; Красота; Молитва : [Рассказы]. — М. : Универс. б-ка, 1916. — 96 с. — (Универсальная библиотека; № 1158).
- Сердце Анюты: рассказы. — Петроград, 1917.
- Целая жизнь: рассказ. — Петроград, 1917.
- Две Наталочки [и др. рассказы]. — Петроград : Петрогр. кн-во, 1917. — 95 с. — (Маленькая библиотека).
- Вэня: История одной женской души. — Петроград, 1917.
- Корнет: рассказ. — Одесса, 1919.
- Вдова капитана: повесть. — Константинополь, 1920.
- сердце. Душа женщины. 3-е изд. — Константинополь : изд. авт., 1920. — 60 с.
- Душа женщины и другие рассказы. — Берлин, 1921.
- Обреченные и другие рассказы. — Берлин: Дьяковой, 1921. — 107 с.
- Птицы ночные. — Paris : Povolozky, Cop. 1921. — 72 с. — (Миниатюрная библиотека).
- Темная ночь: рассказы 1919—1922. — Берлин: Кирхнер, 1923. — 192 с.
- Яша: рассказ. — М., 1923.
- Яша: рассказ. — 2-е изд., испр. — М., 1928.
- Грех Парижа. — Рига: Дидковский, [1928]. — 180, [1] с.
- Голос Родины: новые рассказы. — Париж, 1928. — 156, [1] с.
- Лиза: рассказы. — Белград: Изд. комис. Палата акад. наука, 1930. — 253 с. — (Русская библиотека; Кн. 18).